# Комароловы
Комароло́вы или комароло́вковые (лат. Polioptilidae) — семейство птиц из отряда воробьинообразных (Passeriformes). Большинство видов сосредоточены в тропических и субтропических широтах Южной Америки и не покидают своих мест обитания. В отличие от них, гнездящиеся в Северной Америке виды зимой мигрируют в Южную Америку и являются перелётными. Они близкие родственники крапивников.

## Описание
Эти изящные птицы по своему строению и повадкам занимают промежуточное положение между славками Старого Света и крапивниками, беспокойно перемещаясь по листве в поисках насекомых. Комароловки в основном имеют мягкий голубовато-серый цвет оперения и длинный острый клюв типичного насекомоядного. Многие виды имеют характерные черные головы (особенно у самцов) и длинные, правильно вздернутые, черно-белые хвосты. Скрывающиеся камышовки более коричневые, более коренастые, с пропорционально более короткими хвостами и более длинными клювами. В пищу входят главным образом насекомые, личинки и пауки, которых комароловы ищут на деревьях и в кустарниках. Гнёзда комароловов строятся из травинок и древесной коры и выложены пухом и травой. В одной кладке от трёх до шести яиц.

## Распространение и среда обитания
Они распространены от Северной до Южной Америки, за исключением крайнего юга и высокогорных районов Анд. Камышовки обычно встречаются в подлеске густого, часто влажного леса, в то время как комароловки, в зависимости от вида, встречаются в любом месте от сухих кустарниковых местообитаний (например, Калифорнийская комароловка (Polioptila californica)) до полога влажного амазонского леса (например, Кайеннская комароловка (Polioptila guianensis)). Иногда их можно увидеть и вблизи людских поселений. Североамериканские виды гнездятся в кустах или деревьях, но размножение некоторых неотропических видов практически неизвестно.

## Таксономия и систематика
Новый для науки вид, находящийся под угрозой исчезновения Polioptila clementsi, был впервые описан в 2005 году. Этот вид является членом комплекса Кайеннская комароловка (Polioptila guianensis), который недавно был разделён на три вида (четыре с учётом Polioptila clementsi). Кроме того, возможно, следует разделить и другие группы, в частности комплексы черношапочной комароловки (Polioptila plumbea) и масковой комароловки (Polioptila dumicola), но в настоящее время научных работ по этим вопросам нет.
Семейство насчитывает 22 вида, разделенных на 3 рода:
- Крапивниковые камышовки Microbates P.L. Sclater & Salvin, 1873
  - Серобрюхая крапивниковая камышовка Microbates cinereiventris (P.L. Sclater, 1855)
  - Ошейниковая крапивниковая камышовка Microbates collaris (Pelzeln, 1868)
- Комароловки Polioptila P.L. Sclater, 1855
  - Белопоясничная комароловка Polioptila albiloris P.L. Sclater, & Salvin 1860
  - Polioptila albiventris Lawrence, 1885
  - Polioptila attenboroughi Whittaker, Aleixo, Whitney, Smith, BT & Klicka, 2013
  - Polioptila bilineata (Bonaparte, 1850)
  - Голубая комароловка Polioptila caerulea (Linnaeus, 1766)
  - Polioptila californica Brewster, 1881
  - Polioptila clementsi Whitney B.M. & Alonso J.A., 2005
  - Масковая комароловка Polioptila dumicola (Vieillot, 1817)
  - Polioptila facilis Zimmer, JT, 1942
  - Кайеннская комароловка Polioptila guianensis Todd, 1920
  - Кремовобрюхая комароловка Polioptila lactea Sharpe, 1885
  - Кубинская комароловка Polioptila lembeyei (Gundlach, 1858)
  - Polioptila maior Hellmayr, 1900
  - Чернохвостая комароловка Polioptila melanura Lawrence, 1857
  - Черноголовая комароловка Polioptila nigriceps S.F. Baird, 1864
  - Polioptila paraensis Todd, 1937
  - Черношапочная комароловка Polioptila plumbea (Gmelin, 1788)
  - Серогорлая комароловка Polioptila schistaceigula Hartert, 1898
- Длинноклювые славки Ramphocaenus Vieillot, 1819
  - Длинноклювая славка Ramphocaenus melanurus Vieillot, 1819
  - Ramphocaenus sticturus Hellmayr, 1902

## Внешние ссылки
- Gnatcatcher videos on the Internet Bird Collection